# Florence Geanty
 (août 2010).
Si vous disposez d'ouvrages ou d'articles de référence ou si vous connaissez des sites web de qualité traitant du thème abordé ici, merci de compléter l'article en donnant les références utiles à sa vérifiabilité et en les liant à la section « Notes et références ».
Florence Geanty est une actrice française née le 25 janvier 1966 à Paris.
Ayant commencé par la danse classique, elle a ensuite suivi le cours de théâtre Viriot. Elle se fait connaître en interprétant la secrétaire de Gérard Rinaldi et Julie Arnold dans la série télévisée française Marc et Sophie. Par la suite, elle joue dans de nombreuses séries et dans des pièces de théâtre, dont Oscar.

## Filmographie sélective
- 2007 : Commissaire Valence (série télévisée) -  (épisode no 12 : Séduction fatale)
- 2007 : L'Hôpital (série télévisée) - Charlotte
- 2002 : Rue des plaisirs - Florence
- 2000 : Léopold
- 1997 : Alliance cherche doigt - Laurence
- 1997 : Les Bœuf-carottes (série télévisée) - Sylvie Kaan
- 1996-1997-1998 : Sous le soleil (série télévisée) - Marie
- 1996 : Karine et Ari (série TV) - Karine Ray
- 1996 : Les Grands Ducs
- 1994 : Extrême limite (Saison 1 Épisode 50 : Père ou impair) : Monica
- 1993 : Nestor burma (série TV) - Marylène Moreno (épisode no 10 : Des kilomètres de linceul)
- 1989 : L'Invité surprise - Domenica
- 1988 : Juillet en septembre de Sébastien Japrisot
- 1987-1990 : Marc et Sophie (série télévisée) - Stéphanie

## Théâtre
- 2003 : La salle de bain (Jean-Luc Moreau)
- Cyrano de Bergerac (Robert Hossein)
- Sans mentir (Eric Assous)
- Tromper n'est pas jouer (Daniel Colas)
- 2008 Oscar, retransmis en direct sur France 2